# صير (فرسان)
قرية صيّر بتشديد حرف الياء، وهي إحدى قرى منطقة جازان وهي قرية سكنية تابعة لبلدية محافظة فرسان جنوب غرب المملكة العربية السعودية، تبعد أكثر من 50 كم باتجاه الغرب من مدينة فرسان.

## الموقع
تقع قرية صير جنوب غرب المملكة على جزيرة فرسان في القسم الشمالي من الجزيرة، وهي تقع عند خط طول 41 درجة وخط العرض 16 درجة.

## انظر ايضاً
- المشراف
- المسيلة
- الحسين
- قماح

## وصلات خارجية
- بيانات المجلس البلدي من الأمانة العامة لشؤون المجالس البلدية.
- حصر الخدمات بالمدن والقرى بمنطقة جازان. نسخة محفوظة 25 يناير 2020 على موقع واي باك مشين.
- دليل الخدمات بمنطقة جازان.
- مصلحة الإحصاءات العامة والمعلومات.